# Peperomia commersonii
Peperomia commersonii är en pepparväxtart som beskrevs av Henri Ernest Baillon. Peperomia commersonii ingår i släktet peperomior, och familjen pepparväxter. Inga underarter finns listade i Catalogue of Life.